# Lista de filmes de maior bilheteria
Abaixo segue uma lista com os filmes de maior bilheteria da história em dólares. Um filme pode gerar renda por meio de várias fontes, como nas exibições públicas nos cinemas, nas vendas de mídia para o público ou dos direitos de exibição na televisão, assim como por meio de publicidade. Entretanto, a arrecadação da bilheteria é a principal fonte de revistas ou sites especializados de cinema, como a Variety e o Box Office Mojo, para determinar o sucesso de um filme.
Tradicionalmente, filmes de guerra, musicais, dramas históricos e épicos bíblicos eram os gêneros de maior sucesso no século XX. Todavia, durante a década de 2000, as maiores bilheterias passaram a ser dominadas por franquias, geralmente adaptações de obras de fantasia, como as sagas Harry Potter e da Terra Média, sendo que outras franquias, como Piratas do Caribe e Transformers, também obtiveram êxito. Outro gênero que recebeu grande interesse do público no último século foram as adaptações de super-heróis, como Batman e Superman, da editora DC Comics, e os filmes baseados nos quadrinhos da Marvel, como Homem-Aranha, X-Men, e principalmente, os filmes do Universo Cinematográfico Marvel, que em 2019 conseguiu temporariamente o posto de filme de maior faturamento da história com Vingadores: Ultimato. Até ao momento, 16 filmes desse gênero já ultrapassaram a marca de 1 bilhão de dólares. A popularidade de fazer franquias de filmes tornou-se tão grande que a única produção ocupando as dez primeiras posições da lista que ainda não faz parte de nenhuma franquia é Titanic, dirigido pelo canadense James Cameron, também responsável pelo primeiro colocado Avatar e sua continuação. Várias animações também conquistaram ótimos faturamentos, principalmente as geradas por computação gráfica, como Zootopia e Frozen, da Walt Disney Animation Studios; Toy Story, Procurando Nemo e Up, da Pixar Animation Studios, subsidiária da The Walt Disney Company; as franquias Shrek, Kung Fu Panda, e Madagascar, da DreamWorks Animation; e as séries Ice Age, da Blue Sky Studios, e Despicable Me, da Illumination Entertainment. A animação desenhada à mão de maior sucesso da história é O Rei Leão, da Walt Disney Pictures, que arrecadou mais de US$ 980 milhões.
Com a contribuição da inflação para o rebaixamento de posição na lista de arrecadação de filmes lançados nas décadas de 60 e 70, ainda há algumas séries estabelecidas no período que lançam filmes esporadicamente, como é caso de James Bond e Star Trek, e a série Star Wars, foi revivida no fim da década de 90. Alguns títulos antigos que mantiveram o recorde de maior arrecadação ainda possuem valores respeitáveis, mesmo para padrões atuais, entretanto, são incapazes de competir com os sucessos atuais. ...E o Vento Levou, por exemplo, foi o filme de maior sucesso durante longos vinte e cinco anos, mas não entra na lista das cem maiores bilheterias do mercado atual. Porém, ao se levar em conta o ajuste inflacionário, ainda seria o longa-metragem de maior arrecadação na história do cinema.

## Maiores bilheterias mundiais
A listagem a seguir não está ajustada de acordo com a inflação. Note que os filmes originários da China tiveram praticamente todo o faturamento no país de origem.
| Ranking | Ano  | Filme                                             | Distribuidor                          | Diretor(a)                                      | Bilheteria (US$) | Ref.          |
| ------- | ---- | ------------------------------------------------- | ------------------------------------- | ----------------------------------------------- | ---------------- | ------------- |
| 1       | 2009 | Avatar                                            | 20th Century Fox                      | James Cameron                                   | 2 923 706 026    | [ 1 ]         |
| 2       | 2019 | Vingadores: Ultimato                              | Walt Disney Studios Motion Pictures   | Joe Russo / Anthony Russo                       | 2 799 439 100    | [ 2 ]         |
| 3       | 2022 | Avatar: O Caminho da Água                         | 20th Century Studios                  | James Cameron                                   | 2 320 250 281    | [ 3 ]         |
| 4       | 1997 | Titanic                                           | Paramount Pictures / 20th Century Fox | James Cameron                                   | 2 264 743 305    | [ 4 ]         |
| 5       | 2025 | Ne Zha 2                                          | Beijing Enlight Pictures              | Jiaozi                                          | 2 112 495 434    | [ 5 ]         |
| 6       | 2015 | Star Wars: O Despertar da Força                   | Walt Disney Studios Motion Pictures   | J.J. Abrams                                     | 2 071 310 218    | [ 6 ]         |
| 7       | 2018 | Vingadores: Guerra Infinita                       | Walt Disney Studios Motion Pictures   | Joe Russo / Anthony Russo                       | 2 052 415 039    | [ 7 ]         |
| 8       | 2021 | Homem-Aranha: Sem Volta para Casa                 | Columbia Pictures                     | Jon Watts                                       | 1 912 233 593    | [ 8 ] [ 9 ]   |
| 9       | 2024 | Divertida Mente 2                                 | Walt Disney Studios Motion Pictures   | Kelsey Mann                                     | 1 698 778 437    | [ 10 ]        |
| 10      | 2015 | Jurassic World                                    | Universal Pictures                    | Colin Trevorrow                                 | 1 671 537 444    | [ 11 ]        |
| 11      | 2019 | O Rei Leão                                        | Walt Disney Studios Motion Pictures   | Jon Favreau                                     | 1 663 075 401    | [ 12 ]        |
| 12      | 2012 | Os Vingadores                                     | Walt Disney Studios Motion Pictures   | Joss Whedon                                     | 1 520 538 536    | [ 13 ]        |
| 13      | 2015 | Velozes & Furiosos 7                              | Universal Pictures                    | James Wan                                       | 1 515 341 399    | [ 14 ]        |
| 14      | 2022 | Top Gun: Maverick                                 | Paramount Pictures                    | Joseph Kosinski                                 | 1 495 696 292    | [ 15 ] [ 16 ] |
| 15      | 2019 | Frozen II                                         | Walt Disney Studios Motion Pictures   | Chris Buck / Jennifer Lee                       | 1 453 683 476    | [ 17 ]        |
| 16      | 2023 | Barbie                                            | Warner Bros. Pictures                 | Greta Gerwig                                    | 1 445 638 421    | [ 18 ]        |
| 17      | 2015 | Vingadores: Era de Ultron                         | Walt Disney Studios Motion Pictures   | Joss Whedon                                     | 1 405 018 048    | [ 19 ]        |
| 18      | 2023 | Super Mario Bros. O Filme                         | Universal Pictures                    | Michael Jelenic / Aaron Horvath                 | 1 360 325 400    | [ 20 ]        |
| 19      | 2018 | Pantera Negra                                     | Walt Disney Studios Motion Pictures   | Ryan Coogler                                    | 1 349 926 083    | [ 21 ]        |
| 20      | 2011 | Harry Potter e as Relíquias da Morte: Parte 2     | Warner Bros. Pictures                 | David Yates                                     | 1 342 359 942    | [ 22 ]        |
| 21      | 2024 | Deadpool & Wolverine                              | Walt Disney Studios Motion Pictures   | Shawn Levy                                      | 1 338 073 645    | [ 23 ]        |
| 22      | 2017 | Star Wars: The Last Jedi                          | Walt Disney Studios Motion Pictures   | Rian Johnson                                    | 1 334 407 706    | [ 24 ]        |
| 23      | 2018 | Jurassic World: Fallen Kingdom                    | Universal Pictures                    | J.A Bayona                                      | 1.308.497.944    | [ 25 ]        |
| 24      | 2013 | Frozen                                            | Walt Disney Studios Motion Pictures   | Chris Buck / Jennifer Lee                       | 1 284 540 518    | [ 26 ]        |
| 25      | 2017 | A Bela e a Fera                                   | Walt Disney Studios Motion Pictures   | Bill Condon                                     | 1 266 115 964    | [ 27 ]        |
| 26      | 2018 | Os Incríveis 2                                    | Walt Disney Studios Motion Pictures   | Brad Bird                                       | 1 243 225 667    | [ 28 ]        |
| 27      | 2017 | Velozes e Furiosos 8                              | Universal Pictures                    | F. Gary Gray                                    | 1 236 005 118    | [ 29 ]        |
| 28      | 2013 | Homem de Ferro 3                                  | Walt Disney Studios Motion Pictures   | Shane Black                                     | 1 215 577 205    | [ 30 ]        |
| 29      | 2015 | Minions                                           | Universal Pictures                    | Kyle Balda / Pierre Coffin                      | 1 159 444 662    | [ 31 ]        |
| 30      | 2016 | Capitão América: Guerra Civil                     | Walt Disney Studios Motion Pictures   | Joe Russo / Anthony Russo                       | 1 155 046 416    | [ 32 ]        |
| 31      | 2018 | Aquaman                                           | Warner Bros. Pictures                 | James Wan                                       | 1 148 528 393    | [ 33 ]        |
| 32      | 2003 | O Senhor dos Anéis: O Retorno do Rei              | New Line Cinema                       | Peter Jackson                                   | 1 147 633 833    | [ 34 ]        |
| 33      | 2012 | 007 - Operação Skyfall                            | Columbia Pictures                     | Sam Mendes                                      | 1 142 471 295    | [ 35 ]        |
| 34      | 2019 | Homem-Aranha: Longe de Casa                       | Columbia Pictures                     | Jon Watts                                       | 1 131 927 996    | [ 36 ]        |
| 35      | 2019 | Capitã Marvel                                     | Walt Disney Studios Motion Pictures   | Ryan Fleck / Anna Boden                         | 1 131 416 446    | [ 37 ]        |
| 36      | 2011 | Transformers: O Lado Oculto Da Lua                | Paramount Pictures                    | Michael Bay                                     | 1 123 794 079    | [ 38 ]        |
| 37      | 1993 | Jurassic Park                                     | Universal Studios                     | Steven Spielberg                                | 1 109 802 321    | [ 39 ]        |
| 38      | 2014 | Transformers 4 - A Era da Extinção                | Paramount Pictures                    | Michael Bay                                     | 1 104 054 072    | [ 40 ]        |
| 39      | 2012 | Batman: O Cavaleiro das Trevas Ressurge           | Warner Bros. Pictures                 | Christopher Nolan                               | 1 081 169 825    | [ 41 ]        |
| 40      | 2019 | Star Wars Episodio IX: A Ascensão Skywalker       | Walt Disney Studios Motion Pictures   | J.J. Abrams                                     | 1 077 022 372    | [ 42 ]        |
| 41      | 2019 | Coringa                                           | Warner Bros. Pictures                 | Todd Phillips                                   | 1 074 458 282    | [ 43 ]        |
| 42      | 2019 | Toy Story 4                                       | Walt Disney Studios Motion Pictures   | Josh Cooley                                     | 1 073 841 394    | [ 44 ]        |
| 43      | 2010 | Toy Story 3                                       | Walt Disney Studios Motion Pictures   | Lee Unkrich                                     | 1 067 316 101    | [ 45 ]        |
| 44      | 2006 | Piratas do Caribe: O Baú da Morte                 | Walt Disney Studios Motion Pictures   | Gore Verbinski                                  | 1 066 179 747    | [ 46 ]        |
| 45      | 2024 | Moana 2                                           | Walt Disney Studios Motion Pictures   | David Derrick Jr./Jason Hand/Dana Ledoux Miller | 1 059 542 341    | [ 47 ]        |
| 46      | 2016 | Rogue One: Uma História Star Wars                 | Walt Disney Studios Motion Pictures   | Gareth Edwards                                  | 1 058 682 142    | [ 48 ]        |
| 47      | 2019 | Aladdin                                           | Walt Disney Studios Motion Pictures   | Guy Ritchie                                     | 1 054 304 000    | [ 49 ]        |
| 48      | 2011 | Piratas do Caribe: Navegando em Águas Misteriosas | Walt Disney Studios Motion Pictures   | Rob Marshall                                    | 1 046 721 266    | [ 50 ]        |
| 49      | 1999 | Star Wars: Episódio I – A Ameaça Fantasma         | 20th Century Fox                      | George Lucas                                    | 1 041 563 462    | [ 51 ]        |
| 50      | 2017 | Meu Malvado Favorito 3                            | Universal Studios                     | Kyle Balda / Pierre Coffin                      | 1 034 800 131    | [ 52 ]        |
| 51      | 2016 | Procurando Dory                                   | Walt Disney Studios Motion Pictures   | Andrew Stanton                                  | 1 029 266 989    | [ 53 ]        |
| 52      | 2010 | Alice no País das Maravilhas                      | Walt Disney Studios Motion Pictures   | Tim Burton                                      | 1 025 468 216    | [ 54 ]        |
| 53      | 2001 | Harry Potter e a Pedra Filosofal                  | Warner Bros. Pictures                 | Chris Columbus                                  | 1 023 842 938    | [ 55 ]        |
| 54      | 2016 | Zootopia                                          | Walt Disney Studios Motion Pictures   | Byron Howard / Rich Moore                       | 1 023 784 195    | [ 56 ]        |
| 55      | 2012 | O Hobbit: Uma Jornada Inesperada                  | Warner Bros. Pictures                 | Peter Jackson                                   | 1 017 030 651    | [ 57 ]        |
| 56      | 2008 | Batman: O Cavaleiro das Trevas                    | Warner Bros. Pictures                 | Christopher Nolan                               | 1 006 234 167    | [ 58 ]        |
| 57      | 2022 | Jurassic World: Domínio                           | Universal Pictures                    | Colin Trevorrow                                 | 1 001 978 080    | [ 59 ] [ 60 ] |
| 58      | 2025 | Lilo & Stitch                                     | Walt Disney Studios Motion Pictures   | Dean Fleischer Camp                             | 1 001 916 676    | [ 61 ]        |
| 59      | 2017 | Jumanji: Bem-vindo à Selva                        | Columbia Pictures                     | Jake Kasdan                                     | 995 339 117      | [ 62 ]        |
| 60      | 1994 | O Rei Leão                                        | Walt Disney Studios Motion Pictures   | Roger Allers / Rob Minkoff                      | 978 832 363      | [ 63 ]        |
| 61      | 2010 | Harry Potter e as Relíquias da Morte: Parte 1     | Warner Bros. Pictures                 | David Yates                                     | 977 070 383      | [ 64 ]        |
| 62      | 2023 | Oppenheimer                                       | Universal Pictures                    | Christopher Nolan                               | 976 968 205      | [ 65 ]        |
| 63      | 2013 | Meu Malvado Favorito 2                            | Universal Pictures                    | Chris Renaud / Pierre Coffin                    | 970 766 005      | [ 66 ]        |
| 64      | 2024 | Despicable Me 4                                   | Universal Pictures                    | Chris Renaud                                    | 969 126 452      | [ 67 ]        |
| 65      | 2016 | Mogli - O Menino Lobo                             | Walt Disney Studios Motion Pictures   | Jon Favreau                                     | 967 724 775      | [ 68 ]        |
| 66      | 2014 | O Hobbit: A Batalha dos Cinco Exércitos           | Warner Bros. Pictures                 | Peter Jackson                                   | 962 201 338      | [ 69 ]        |
| 67      | 2007 | Piratas Do Caribe: No Fim Do Mundo                | Walt Disney Studios Motion Pictures   | Gore Verbinski                                  | 961 691 209      | [ 70 ]        |
| 68      | 2013 | O Hobbit: A Desolação de Smaug                    | Warner Bros. Pictures                 | Peter Jackson                                   | 959 027 992      | [ 71 ] [ 72 ] |
| 69      | 2022 | Doutor Estranho no Multiverso da Loucura          | Walt Disney Studios Motion Pictures   | Sam Raimi                                       | 955 775 804      | [ 73 ]        |
| 70      | 2025 | Um Filme Minecraft                                | Warner Bros.                          | Jared Hess                                      | 953 566 530      | [ 74 ]        |
| 71      | 2002 | O Senhor dos Anéis: As Duas Torres                | Warner Bros. Pictures                 | Peter Jackson                                   | 947 944 270      | [ 75 ]        |
| 72      | 2007 | Harry Potter e a ordem da fênix                   | Warner Bros. Pictures                 | David Yates                                     | 942 902 736      | [ 76 ]        |
| 73      | 2003 | Procurando Nemo                                   | Walt Disney Studios Motion Pictures   | Andrew Stanton                                  | 941 637 960      | [ 77 ]        |
| 74      | 2023 | Minions 2: A Origem De Gru                        | Universal Pictures                    | Kyle Balda                                      | 939 628 210      | [ 78 ]        |
| 75      | 2009 | Harry Potter e o enigma do príncipe               | Warner Bros. Pictures                 | David Yates                                     | 934 409 427      | [ 79 ]        |
| 76      | 2004 | Shrek 2                                           | DreamWorks                            | Andrew Adamson / Kelly Asbury / Conrad Vernon   | 928 760 770      | [ 80 ]        |
| 77      | 2002 | Harry Potter e a Câmara Secreta                   | Warner Bros. Pictures                 | Chris Columbus                                  | 925 668 380      | [ 81 ]        |
| 78      | 2018 | Bohemian Rhapsody                                 | 20th Century Fox                      | Bryan Singer                                    | 910 809 311      | [ 82 ]        |
| 79      | 2005 | Star Wars: Episódio III – A Vingança dos Sith     | 20th Century Fox                      | George Lucas                                    | 905 595 947      | [ 83 ]        |
| 80      | 2021 | The Battle at Lake Changjin                       | CMC Pictures                          | Chen Kaige / Tsui Hark / Dante Lam              | 902 548 476      | [ 84 ]        |
| 81      | 2001 | O Senhor dos Anéis: A Sociedade do Anel           | New Line Cinema                       | Peter Jackson                                   | 898 204 420      | [ 85 ]        |
| 82      | 2005 | Harry Potter e o Cálice de Fogo                   | Warner Bros. Pictures                 | Mike Newell                                     | 896 815 106      | [ 86 ]        |
| 83      | 2007 | Homem-Aranha 3                                    | Columbia Pictures                     | Sam Raimi                                       | 894 983 373      | [ 87 ]        |
| 84      | 2016 | Pets: A Vida Secreta dos Bichos                   | Universal Pictures                    | Chris Renaud                                    | 894 328 469      | [ 88 ]        |
| 85      | 2009 | Era do Gelo 3: Amanhecer dos Dinossauros          | 20th Century Fox                      | Carlos Saldanha                                 | 886 686 817      | [ 89 ]        |
| 86      | 2015 | 007 Contra Spectre                                | Columbia Pictures                     | Sam Mendes                                      | 880 705 312      | [ 90 ]        |
| 87      | 2017 | Homem-Aranha: De Volta ao Lar                     | Columbia Pictures                     | Jon Watts                                       | 880 166 924      | [ 91 ]        |
| 88      | 2012 | A Era do Gelo 4: Deriva Continental               | 20th Century Fox                      | Steve Martino / Mike Thurmeier                  | 877 244 782      | [ 92 ]        |
| 89      | 2016 | Batman vs Superman: A Origem da Justiça           | Warner Bros. Pictures                 | Zack Snyder                                     | 873 637 528      | [ 93 ]        |
| 90      | 2017 | Lobo Guerreiro 2                                  | China Film Group                      | Wu Jing                                         | 870 325 439      | [ 94 ]        |
| 91      | 2010 | A Origem                                          | Warner Bros. Pictures                 | Christopher Nolan                               | 870 110 523      | [ 95 ]        |
| 92      | 2013 | Jogos Vorazes - Em Chamas                         | Lionsgate Films                       | Francis Lawrence                                | 865 011 746      | [ 96 ]        |
| 93      | 2017 | Guardiões da Galáxia Vol. 2                       | Walt Disney Studios Motion Pictures   | James Gunn                                      | 863 756 051      | [ 97 ]        |
| 94      | 2022 | Pantera Negra: Wakanda Para Sempre                | Walt Disney Studios Motion Pictures   | Ryan Coogler                                    | 859 208 836      | [ 98 ]        |
| 95      | 2015 | Divertida Mente                                   | Walt Disney Studios Motion Pictures   | Pete Docter                                     | 859 076 254      | [ 99 ]        |
| 96      | 2018 | Venom                                             | Columbia Pictures                     | Ruben Fleischer                                 | 856 085 151      | [ 100 ]       |
| 97      | 2017 | Thor: Ragnarok                                    | Walt Disney Studios Motion Pictures   | Taika Waititi                                   | 855 301 806      | [ 101 ]       |
| 98      | 2012 | A Saga Crepúsculo: Amanhecer - Parte 2            | Summit Entertainment                  | Bill Condon                                     | 848 593 948      | [ 102 ]       |
| 99      | 2023 | Guardiões da Galáxia Vol. 3                       | Walt Disney Studios Pictures          | James Gunn                                      | 845 536 306      | [ 103 ]       |
| 100     | 2009 | Transformers: A Vingança dos Derrotados           | Paramount Pictures                    | Michael Bay                                     | 836 303 693      | [ 104 ]       |

### Ajustes pela inflação
Devido à inflação ao longo dos anos, principalmente ao aumento do valor dos ingressos nos cinemas, a tabela anterior inclui apenas filmes mais recentes; um filme que estreou em 1910, por exemplo, com os preços dos ingressos muito mais baratos naquela época, teria que vender cerca de 100 vezes mais do que um filme da década de 2000. Há ainda o problema das mudanças nas moedas dos países, como é o caso do Brasil. Como consequência disso tudo, a lista normalmente só compara os filmes que foram lançados em todo o mundo mais recentemente, sendo que muitos filmes mais antigos não aparecem, e seus sucessos comerciais são ignorados. Alguns consideram que os distribuidores escolhem não divulgar os números ajustados, já que isso poderia diminuir o sucesso dos filmes atuais. Embora alguns tenham sido de maior bilheteria que outros, essas conclusões não são levadas em conta os estágios de investimento e a inflação de cada período, assim estimando somente o lucro da época em que foi lançado.
A relação entre cada preço de ingresso e a inflação não necessariamente depende um do outro. Por exemplo, em 1970, os bilhetes custavam cerca de 1,55 dólares, o que representa 7,82 dólares atualmente. Além disso, existem fatores econômicos, políticos e sociais que influenciam direta ou indiretamente, no número de pessoas que estão dispostas a pagar para ir ao cinema. Estes fatores podem ser determinados ao se calcular os gastos per capita de um determinado ano. Após a padronização deste cálculo com o ano para o qual você deseja avaliar, deve-se considerar todos esses fatores, como a renda, o número de telas de cinema disponíveis, o custo relativo dos ingressos, a concorrência com a televisão, os lançamentos em VHS/DVD, e o desenvolvimento de novas tecnologias de projeção, como a doméstica (home theater). Assim, em 1946, a renda per capita estimada para cada entrada totalizava, em média, 34 ingressos por pessoa ao ano. Em 2004, essa média foi significativamente reduzida para apenas 5 ingressos por pessoa ao ano, principalmente devido aos efeitos concorrenciais da televisão.
Apesar das dificuldades inerentes à contabilização da inflação, várias tentativas foram feitas. As estimativas dependem do índice de preços usado para ajustar as receitas brutas, e as taxas de câmbio usadas para converter entre as moedas também podem afetar os cálculos, os quais podem ter um efeito nas classificações finais de uma lista ajustada pela inflação.
Nos Estados Unidos, o site Box Office Mojo, o livro Guinness World Records e a revista Entertainment Weekly consideram que Gone with the Wind (1939) é o filme com maior bilheteria de todos os tempos, considerando um eventual ajuste pela inflação. O Guinness estima seu bruto global ajustado em US$ 3,4 bilhões. Tal número já era teorizado pelo atual proprietário do filme, a Turner Entertainment, como US$ 3,3 bilhões em 2007; outras estimativas colocou seu valor bruto em um pouco menos de US$ 3 bilhões em 2010; enquanto outro apresentou um valor alternativo de US$ 3,8 bilhões em 2006.
O rival mais próximo de Gone with the Wind depende do conjunto de números usados; o Guinness colocou Avatar em segundo lugar com US$ 3 bilhões em 2014, enquanto outras estimativas viram Titanic em segundo lugar, com ganhos mundiais de quase US$ 2,9 bilhões a preços de 2010.
| Posição | Filme                        | Bilheteria mundial Em dólares (2020 $) | Ano  |
| ------- | ---------------------------- | -------------------------------------- | ---- |
| 1       | Gone with the Wind           | 4 340 000 000                          | 1939 |
| 2       | Avatar                       | 3 950 000 000                          | 2009 |
| 3       | Titanic                      | 3 670 000 000                          | 1997 |
| 4       | Star Wars                    | 3 560 000 000                          | 1977 |
| 5       | Avengers: Endgame            | 3 270 000 000                          | 2019 |
| 6       | The Sound of Music           | 2 980 000 000                          | 1965 |
| 7       | E.T. the Extra-Terrestrial   | 2 910 000 000                          | 1982 |
| 8       | The Ten Commandments         | 2 750 000 000                          | 1956 |
| 9       | Doctor Zhivago               | 2 610 000 000                          | 1965 |
| 10      | Star Wars: The Force Awakens | 2 570 000 000                          | 2015 |

## Lista de filmes que ocuparam o posto de maior bilheteria mundial
Todos os valores ate o fim de 1970 são de alugueis de bilheteria, porcentagem do valor bruto repassado pelos cinemas aos distribuidores e proprietário dos filmes, posteriormente começou a se usar o valor bruto.
Mais de dez filmes ocuparam o posto de maior bilheteria mundial de todos os tempos desde que O Nascimento de uma Nação, de 1915, se tornou o maior sucesso à época, com ganhos de 5,2 milhões de dólares em aluguéis em 1919. Seu lançamento internacional foi adiado pela Primeira Guerra Mundial, e não foi lançado em muitos países estrangeiros até a década de 1920; juntamente com outros relançamentos nos Estados Unidos, tendo seus ganhos em 10 milhões de dólares, conforme relatado pela Variety em 1932, e os mesmos são consistentes com os números anteriores.
Embora a sabedoria popular sustente que é improvável que O nascimento de uma nação tenha sido superado por um filme da era muda, o recorde cairia para The Big Parade (US$ 6,4 milhões) ou para Ben-Hur (US$ 9,386 milhões), ambos de 1925; a depender do ano que o nascimento de uma nação veio atingir o valor divulgado em 1932, podendo ter perdido o recorde por um breve momento ao fim dos anos 20, mas o recuperando logo em seguida. Posteriormente seu valor já era relatado em 15 milhões de dólares em 1940.
Gone with the Wind, lançado ao fim de 1939, conseguiria dois anos depois tomar o primeiro lugar, com um aluguel mundial de 25 milhões de dólares, vindo alcançar os 32 milhões de dólares em 1943, quando se finaliza o primeiro circuito de lançamentos do filme.
Em 1960 o filme, com estimados US$ 59 milhões globais, poderia ter perdido o recorde para The Ten Commandments (1956), que já havia superado na América do Norte (US$ 34,2 milhões, contra US$ 33,5 de Gone with the Wind) e angariou entre US$ 58 e 60 milhões, embora o jornal The Hollywood Reporter tenha relatado US$ 60 milhões ao fim de 1960, porém um relançamento em 1961, marcando o centenário da Guerra Civil Americana que é o cenário de Gone with the Wind, devolveu seu primeiro lugar, US$67 milhões. Neste mesmo período Ben-Hur (1959) chegou bem próximo de o superar com US$66,1 milhões de dólares, mas o primeiro a comprovadamente faturar mais foi A Noviça Rebelde (1965), em novembro de 1966 ficando pelos próximos 5 anos.
Em 1971 Gone with the Wind teria voltado ao 1º lugar, após os relançamentos de 1967-1970 e 1971. Desde então todos os filmes conquistaram o topo da lista apenas com seu faturamento inicial, The Godfather (fim de 1972), Jaws (janeiro de 1976), Star Wars (1978), E.T. the Extra-Terrestrial (início de 1983), Jurassic Park (fim de 1993), Titanic (fevereiro de 1998), Avatar (janeiro de 2010) e Avengers: Endgame (julho de 2019), antes de um relançamento de Avatar em 2021 para recuperar o primeiro posto.
| Símbolo | Legenda            |
| ------- | ------------------ |
| *       | Valor próximo a    |
| +       | Valor superior que |

| Ano                | Filme                      | Bilheteria mundial Em dólares ($) | Tipo de Bilheteria | Ref.                |
| ------------------ | -------------------------- | --------------------------------- | --- | ------------------- |
| 1915               | The Birth of a Nation      |                                   | Aluguel (% da bilheteria bruta repassada ao distribuidor pelos cinemas) variando de filme para filme através dos contratos feitos com as redes de cinema. |                     |
| 1919               | The Birth of a Nation      | 5 200 000                         | Aluguel (% da bilheteria bruta repassada ao distribuidor pelos cinemas) variando de filme para filme através dos contratos feitos com as redes de cinema. | [carece de fontes?] |
| 1932               | The Birth of a Nation      | 10 000 000                        | Aluguel (% da bilheteria bruta repassada ao distribuidor pelos cinemas) variando de filme para filme através dos contratos feitos com as redes de cinema. | [carece de fontes?] |
| 1940               | The Birth of a Nation      | 15 000 000                        | Aluguel (% da bilheteria bruta repassada ao distribuidor pelos cinemas) variando de filme para filme através dos contratos feitos com as redes de cinema. | [ 125 ]             |
| 1940               | Gone with the Wind         | +17 000 000                       | Aluguel (% da bilheteria bruta repassada ao distribuidor pelos cinemas) variando de filme para filme através dos contratos feitos com as redes de cinema. |                     |
| 1941               | Gone with the Wind         | 25 000 000                        | Aluguel (% da bilheteria bruta repassada ao distribuidor pelos cinemas) variando de filme para filme através dos contratos feitos com as redes de cinema. | [ 126 ]             |
| 1943               | Gone with the Wind         | 32 000 000                        | Aluguel (% da bilheteria bruta repassada ao distribuidor pelos cinemas) variando de filme para filme através dos contratos feitos com as redes de cinema. | [ 127 ]             |
| 1960               | Gone with the Wind         | 59 000 000                        | Aluguel (% da bilheteria bruta repassada ao distribuidor pelos cinemas) variando de filme para filme através dos contratos feitos com as redes de cinema. | [ 120 ]             |
| 1960               | The Ten Commandments       | 60 000 000                        | Aluguel (% da bilheteria bruta repassada ao distribuidor pelos cinemas) variando de filme para filme através dos contratos feitos com as redes de cinema. | [ 122 ]             |
| 1961               | The Ten Commandments       | 60 000 000                        | Aluguel (% da bilheteria bruta repassada ao distribuidor pelos cinemas) variando de filme para filme através dos contratos feitos com as redes de cinema. |                     |
| Gone with the Wind | 65 000 000                 |                                   | Aluguel (% da bilheteria bruta repassada ao distribuidor pelos cinemas) variando de filme para filme através dos contratos feitos com as redes de cinema. |                     |
| Gone with the Wind | 1963                       | 67 000 000                        | Aluguel (% da bilheteria bruta repassada ao distribuidor pelos cinemas) variando de filme para filme através dos contratos feitos com as redes de cinema. | [ 128 ]             |
| 1966               | The Sound of Music         | 67 500 000                        | Aluguel (% da bilheteria bruta repassada ao distribuidor pelos cinemas) variando de filme para filme através dos contratos feitos com as redes de cinema. | [ 129 ]             |
| 1969               | The Sound of Music         | 112 500 000                       | Aluguel (% da bilheteria bruta repassada ao distribuidor pelos cinemas) variando de filme para filme através dos contratos feitos com as redes de cinema. | [ 130 ]             |
| 1971               | Gone with the Wind         | 116 000 000                       | Aluguel (% da bilheteria bruta repassada ao distribuidor pelos cinemas) variando de filme para filme através dos contratos feitos com as redes de cinema. | [ 131 ] [ 132 ]     |
| 1972               | The Godfather              | 127 600 000                       | Aluguel (% da bilheteria bruta repassada ao distribuidor pelos cinemas) variando de filme para filme através dos contratos feitos com as redes de cinema. | [ 133 ]             |
| 1973               | The Godfather              | 131 800 000                       | Aluguel (% da bilheteria bruta repassada ao distribuidor pelos cinemas) variando de filme para filme através dos contratos feitos com as redes de cinema. |                     |
| 1976               | Jaws                       | 193 700 000                       | Aluguel (% da bilheteria bruta repassada ao distribuidor pelos cinemas) variando de filme para filme através dos contratos feitos com as redes de cinema. | [ 134 ]             |
| 1978               | Star Wars                  | 220 000 000                       | Aluguel (% da bilheteria bruta repassada ao distribuidor pelos cinemas) variando de filme para filme através dos contratos feitos com as redes de cinema. |                     |
| 1978               | Star Wars                  | 410 000 000                       | Bilheteria Bruta (Valor total feito com vendas de ingressos)                                                                                              |                     |
| 1979               | Star Wars                  | *470 000 000                      | Bilheteria Bruta (Valor total feito com vendas de ingressos)                                                                                              |                     |
| 1981               | Star Wars                  | *490 000 000                      | Bilheteria Bruta (Valor total feito com vendas de ingressos)                                                                                              |                     |
| 1982               | Star Wars                  | *518 000 000                      | Bilheteria Bruta (Valor total feito com vendas de ingressos)                                                                                              | [carece de fontes?] |
| 1983               | E.T. the Extra-Terrestrial | 663 400 925                       | Bilheteria Bruta (Valor total feito com vendas de ingressos)                                                                                              |                     |
| 1986               | E.T. the Extra-Terrestrial | 724 304 427                       | Bilheteria Bruta (Valor total feito com vendas de ingressos)                                                                                              |                     |
| 1993               | Jurassic Park              | +800 000 000                      | Bilheteria Bruta (Valor total feito com vendas de ingressos)                                                                                              | [ 135 ]             |
| 1994               | Jurassic Park              | 914 691 118                       | Bilheteria Bruta (Valor total feito com vendas de ingressos)                                                                                              | [carece de fontes?] |
| 1998               | Titanic                    | 1 843 201 268                     | Bilheteria Bruta (Valor total feito com vendas de ingressos)                                                                                              |                     |
| 2010               | Avatar                     | 2 743 577 587                     | Bilheteria Bruta (Valor total feito com vendas de ingressos)                                                                                              | [ 1 ]               |
| 2010               | Avatar                     | 2 782 275 172                     | Bilheteria Bruta (Valor total feito com vendas de ingressos)                                                                                              |                     |
| 2013               | Avatar                     | 2 788 416 135                     | Bilheteria Bruta (Valor total feito com vendas de ingressos)                                                                                              |                     |
| 2019               | Avatar                     | 2 789 509 479                     | Bilheteria Bruta (Valor total feito com vendas de ingressos)                                                                                              |                     |
| 2019               | Avengers: Endgame          | 2 797 501 328                     | Bilheteria Bruta (Valor total feito com vendas de ingressos)                                                                                              | [ 2 ]               |
| 2021               | Avatar                     | 2 847 379 794                     | Bilheteria Bruta (Valor total feito com vendas de ingressos)                                                                                              | [ 1 ] [ 136 ]       |
| 2022               | Avatar                     | 2 923 706 026                     | Bilheteria Bruta (Valor total feito com vendas de ingressos)                                                                                              |                     |

## Franquias com maiores bilheterias mundiais
A listagem a seguir não está ajustada de acordo com a inflação. A cor de fundo       indica franquias que possuem filmes em cartaz.

### Franquias
| #  | Série | Bilheteria mundial (US$) | Produtor e/ou distribuidor                    | Número de filmes | Média de bilheteria (US$) | Filme da série com maior bilheteria                                  |
| -- | --- | ------------------------ | --------------------------------------------- | ---------------- | ------------------------- | -------------------------------------------------------------------- |
| 1  | Universo Cinematográfico Marvel ⠀ - Homem de Ferro - O Incrível Hulk - Homem de Ferro 2 - Thor - Capitão América: O Primeiro Vingador - Os Vingadores - Homem de Ferro 3 - Thor: O Mundo Sombrio - Capitão América 2: O Soldado Invernal - Guardiões da Galáxia - Vingadores: A Era de Ultron - Homem-Formiga - Capitão América: Guerra Civil - Doutor Estranho - Guardiões da Galáxia Vol. 2 - Homem-Aranha: De Volta ao Lar - Thor: Ragnarok - Pantera Negra - Vingadores: Guerra Infinita - Homem-Formiga e a Vespa - Capitã Marvel - Vingadores: Ultimato - Homem-Aranha: Longe de Casa - Viúva Negra - Shang-Chi and the Legend of the Ten Rings - Eternos - Spider-Man: No Way Home - Doctor Strange in the Multiverse of Madness - Thor: Love and Thunder - Black Panther: Wakanda Forever - Ant-Man and the Wasp: Quantumania - Guardians of the Galaxy Vol. 3 - The Marvels - Deadpool & Wolverine - Captain America: Brave New World - Thunderbolts* | 32 181 781 816           | Marvel Studios                                | 36               | 901 098 746               | Vingadores: Ultimato (US$ 2 799 439 100)                             |
| 2  | Homem-Aranha - Spider-Man - Spider-Man 2 - Spider-Man 3 - The Amazing Spider-Man - Rise of Electro - Homecoming - Venom - Into the Spider-Verse - Far From Home - Venom: Let There Be Carnage - No Way Home - Morbius - Spider-Man: Across the Spider-Verse - Madame Web - Venom: The Last Dance - Kraven the Hunter | 11 154 013 844           | Columbia Pictures                             | 16               | 694 664 298               | Homem-Aranha: Sem Volta para Casa (US$1 921 847 111)                 |
| 3  | Star Wars - Uma Nova Esperança - Império Contra-Ataca - O Retorno de Jedi - A Ameaça Fantasma - Ataque dos Clones - Vingança dos Sith - A Guerra dos Clones - O Despertar da Força - Rogue One - Os Últimos Jedi - Solo: A Star Wars Story - A Ascensão Skywalker | 10 340 762 577           | Lucasfilm Ltd.                                | 12               | 861 730 215               | Star Wars: O Despertar da Força (US$ 2 071 310 218)                  |
| 4  | Mundo Bruxo - Harry Potter and the Philosopher's Stone - Chamber of Secrets - Prisoner of Azkaban - Goblet of Fire - Order of the Phoenix - Half-Blood Prince - Deathly Hallows – Part 1 - Deathly Hallows – Part 2 - Fantastic Beasts and Where to Find Them - The Crimes of Grindelwald - The Secrets of Dumbledore | 9 666 688 218            | Warner Bros. Pictures                         | 11               | 878 789 838               | Harry Potter e as Relíquias da Morte: Parte 2 (US$ 1 342 359 942)    |
| 5  | 007 - Dr. No - From Russia with Love - Goldfinger - Thunderball - You Only Live Twice - On Her Majesty's Secret Service - Diamonds Are Forever - Live and Let Die - The Man with the Golden Gun - The Spy Who Loved Me - Moonraker - For Your Eyes Only - Octopussy - A View to a Kill - The Living Daylights - Licence to Kill - GoldenEye - Tomorrow Never Dies - The World Is Not Enough - Die Another Day - Casino Royale - Quantum of Solace - Skyfall - Spectre - No Time to Die - Casino Royale (1967) - Never Say Never Again | 7 832 954 730            | Eon Productions/United Artists/MGM            | 27               | 290 109 434               | Skyfall (US$ 1 108 569 499)                                          |
| 6  | X-Men - X-Men - X-Men 2 - X-Men: The Last Stand - X-Men Origins: Wolverine - X-Men: First Class - The Wolverine - X-Men: Days of Future Past - Deadpool - X-Men: Apocalypse - Logan - Deadpool 2 - Dark Phoenix - The New Mutants - Deadpool & Wolverine | 7 422 190 386            | 20th Century Fox                              | 14               | 467 915 404               | Deadpool & Wolverine (US$ 1 338 073 382)                             |
| 7  | The Fast and the Furious - The Fast and the Furious - 2 Fast 2 Furious - Tokyo Drift - Fast & Furious - Fast Five - Fast & Furious 6 - Furious 7 - The Fate of the Furious - F9 - Hobbs & Shaw - Fast X | 7 333 668 744            | Universal Pictures                            | 11               | 665 548 809               | Furious 7 (US$ 1 515 047 671)                                        |
| 8  | Universo Estendido DC - O Homem de Aço - Batman vs Superman: A Origem da Justiça - Esquadrão Suicida - Mulher-Maravilha - Liga da Justiça - Aquaman - Shazam! - Aves de Rapina - Mulher-Maravilha 1984 - O Esquadrão Suicida - Adão Negro - Shazam! Fúria dos Deuses - The Flash - Besouro Azul - Aquaman 2: O Reino Perdido | 7 206 517 428            | Warner Bros. Pictures                         | 15               | 480 434 495               | Aquaman (US$ 1 148 528 393)                                          |
| 9  | Batman - Batman - Batman Returns - Batman Forever - Batman & Robin - Batman Begins - Batman: O Cavaleiro das Trevas - Batman: O Cavaleiro das Trevas Ressurge - Batman vs Superman: A Origem da Justiça - Lego Batman: O Filme - Coringa - The Batman - Coringa: Delírio a Dois | 6 954 138 233            | Warner Bros. Pictures                         | 12               | 579 511 519               | Batman: O Cavaleiro das Trevas Ressurge (US$ 1 081 153 097)          |
| 10 | Jurassic Park - Jurassic Park - The Lost World: Jurassic Park - Jurassic Park III - Jurassic World - Jurassic World: Fallen Kingdom - Jurassic World: Dominion - Jurassic World Rebirth | 6 584 663 370            | Universal Pictures                            | 6                | 1 013 533 991             | Jurassic World (US$ 1 670 516 444)                                   |
| 11 | Terra-Média - O Senhor dos Anéis: A Sociedade do Anel - O Senhor dos Anéis: As Duas Torres - O Senhor dos Anéis: O Retorno do Rei - O Hobbit: Uma Jornada Inesperada - O Hobbit: A Desolação de Smaug - O Hobbit: A Batalha dos Cinco Exércitos - The Lord of the Rings: The War of the Rohirrim | 5 947 650 155            | New Line Cinema                               | 7                | 988 235 004               | O Senhor dos Anéis: O Retorno do Rei (US$ 1 146 436 214)             |
| 12 | Despicable Me - Despicable Me - Despicable Me 2 - Minions - Despicable Me 3 - Minions: The Rise of Gru - Despicable Me 4 | 5,617,624,830            | Universal Pictures/Illumination Entertainment | 6                | 923 399 392               | Minions (US$ 1 159 444 662 )                                         |
| 13 | Transformers - Transformers - Revenge of the Fallen - Dark of the Moon - Age of Extinction - The Last Knight - Bumblebee - Rise of the Beasts - Transformers One | 5 418 076 351            | Paramount Pictures                            | 8                | 677 259 543               | Transformers: Dark of the Moon (US$ 1 123 794 079)                   |
| 14 | Avatar - Avatar - Avatar: The Way of Water | 5 243 956 307            | 20th Century Fox                              | 2                | 2 621 978 153             | Avatar (US$ 2 923 706 026)                                           |
| 15 | Missão Impossível - Missão Impossível - Missão Impossível II - Missão Impossível III - Protocolo Fantasma - Nação Secreta - Efeito Fallout - Acerto de Contas - Parte 1 - O Acerto Final | 4 728 929 733            | Paramount Pictures                            | 8                | 587 635 060               | Missão Impossível - Efeito Fallout (US$ 791 657 398)                 |
| 16 | Piratas do Caribe - A Maldição do Pérola Negra - O Baú da Morte - No Fim do Mundo - Navegando em Águas Misteriosas - A Vingança de Salazar | 4 522 035 498            | Walt Disney Studios Motion Pictures           | 5                | 904 407 100               | Pirates of the Caribbean: Dead Man's Chest (US$ 1 066 179 747)       |
| 17 | Shrek - Shrek - Shrek 2 - Shrek Terceiro - Shrek para Sempre - Gato de Botas - Gato de Botas: O Último Desejo | 4 019 573 969            | DreamWorks Animation                          | 6                | 669 928 994               | Shrek 2 (US$ 928 760 770)                                            |
| 18 | A Saga Crepúsculo - Crepúsculo - Lua Nova - Eclipse - Amanhecer - Parte 1 - Amanhecer - Parte 2 | 3 359 900 753            | Summit Entertainment                          | 5                | 671 980 151               | A Saga Crepúsculo: Amanhecer - Parte 2 (US$ 829 747 654 )            |
| 19 | O Rei Leão - O Rei Leão (1994) - O Rei Leão (2019) - Mufasa: The Lion King | 3 348 646 843            | Walt Disney Studios Motion Pictures           | 3                | 1,112,341,692             | O Rei Leão (US$ 1 667 635 327)                                       |
| 20 | The Hunger Games - The Hunger Games - Catching Fire - Mockingjay - Part 1 - Mockingjay - Part 2 - The Ballad of Songbirds & Snakes | 3,314,947,232            | Lions Gate Entertainment                      | 5                | 743 276 830               | The Hunger Games: Catching Fire (US$ 865 011 746)                    |
| 21 | Toy Story - Toy Story - Toy Story 2 - Toy Story 3 - Toy Story 4 - Lightyear | 3 269 995 218            | Pixar Animation Studios                       | 5                | 625 749 552               | Toy Story 4 (US$ 1 073 394 593)                                      |
| 22 | Godzilla - Gojira - Godzilla Raids Again - Kingu Kongu tai Gojira - Mothra vs. Godzilla - Ghidorah, the Three-Headed Monster - Invasion of Astro-Monster - Godzilla vs. the Sea Monster - Son of Godzilla - Destroy All Monsters - All Monsters Attack - Godzilla vs. Hedorah - Godzilla vs. Gigan - Godzilla vs. Megalon - Godzilla vs. Mechagodzilla - Terror of Mechagodzilla - The Return of Godzilla - Godzilla vs. Biollante - Godzilla vs. King Ghidorah - Godzilla vs. Mothra - Godzilla vs. Mechagodzilla II - Godzilla vs. SpaceGodzilla - Godzilla vs. Destoroyah - Godzilla (1998) - Godzilla 2000 - Godzilla vs. Megaguirus - Godzilla, Mothra and King Ghidorah: Giant Monsters All-Out Attack - Godzilla Against Mechagodzilla - Godzilla: Tokyo S.O.S. - Godzilla: Final Wars - Godzilla (2014) - Shin Gojira - Godzilla: Planet of the Monsters - Godzilla: City on the Edge of Battle - Godzilla: The Planet Eater - Godzilla: King of the Monsters - Godzilla vs. Kong - Godzilla Minus One - Godzilla x Kong: The New Empire | 3 286 507 839            | Toho                                          | 38               | 86 487 048                | Godzilla x Kong: O Novo Império (US$ 571,250,016)                    |
| 23 | Ice Age - Ice Age - The Meltdown - Dawn of the Dinosaurs - Continental Drift - Collision Course | 3 223 038 216            | 20th Century Fox/Blue Sky Studios             | 5                | 644 607 643               | Ice Age: Dawn of the Dinosaurs (US$ 886 686 817)                     |
| 24 | Universo Cinematográfico Fengshen - Ne Zhay - Jiang Ziya - Ne Zha 2 | 3 199 587 174            | Beijing Enlight Media                         | 3                | 1,014,120,316             | Ne Zha 2 (US$ 2 213 230 000)                                         |
| 25 | Superman - Superman - Superman II - Superman III - Supergirl - Superman IV: The Quest for Peace - Superman Returns - Man of Steel - Batman v Superman: Dawn of Justice - Superman | 2 892 021 010            | Warner Bros. Pictures                         | 10               | 319 351 535               | Batman vs Superman: Dawn of Justice (US$ 873 637 528)                |
| 26 | Frozen - Frozen - Frozen 2 | 2 738 223 994            | Walt Disney Studios Motion Pictures           | 2                | 1 369 111 997             | Frozen 2 (US$ 1 453 683 476)                                         |
| 27 | Planeta dos Macacos - Planeta dos Macacos (1968) - De Volta ao Planeta dos Macacos - Fuga do Planeta dos Macacos - A Conquista do Planeta dos Macacos - A Batalha do Planeta dos Macacos - Planeta dos Macacos (2001) - Planeta dos Macacos: A Origem - Planeta dos Macacos: O Confronto - Planeta dos Macacos: A Guerra - Planeta dos Macacos: O Reinado | 2 595 207 271            | 20th Century Fox                              | 10               | 236 357 013               | Planeta dos Macacos: O Confronto (US$ 710 644 566)                   |
| 28 | Inside Out - Inside Out - Inside Out 2 | 2 556 252 291            | Pixar Animation Studios                       | 2                | 1 191 394 884             | Inside Out 2 (US$ 1 698 586 747)                                     |
| 29 | MonsterVerse - Godzilla (2014) - Kong: Ilha da Caveira - Godzilla II: Rei dos Monstros - Godzilla vs. Kong - Godzilla x Kong: O Novo Império | 2 525 072 748            | Warner Bros.                                  | 5                | 486 523 038               | Godzilla x Kong: O Novo Império (US$ 569,927,635)                    |
| 30 | Indiana Jones - Raiders of the Lost Ark - Temple of Doom - Last Crusade - Kingdom of the Crystal Skull - Dial of Destiny | 2 371 088 918            | Lucasfilm                                     | 5                | 474 217 783               | Indiana Jones and the Kingdom of the Crystal Skull (US$ 790 653 942) |
| 31 | Kung Fu Panda - Kung Fu Panda - Kung Fu Panda 2 - Kung Fu Panda 3 - Kung Fu Panda 4 | 2 366 427 696            | DreamWorks Animation                          | 4                | 606 203 101               | Kung Fu Panda 2 (US$ 665 692 281)                                    |
| 32 | King Kong - King Kong (1933) - The Son of Kong - Kong vs. Godzilla - Kingukongu no gyakushu - King Kong (1976) - King Kong Lives - King Kong (2005) - Kong: Ilha da Caveira - Godzilla vs. Kong - Godzilla x Kong: O Novo Império | 2 332 211 615            | Warner Bros.                                  | 11               | 195 112 562               | Godzilla x Kong: O Novo Império (US$ 571,250,016)                    |
| 33 | The Conjuring Universe - Invocação do Mal - Annabelle - Invocação do Mal 2 - Annabelle: Creation - A Freira - Annabelle Comes Home - The Conjuring: The Devil Made Me Do It - The Nun II | 2 279 404 044            | Warner Bros. Pictures                         | 9                | 266 009 684               | A Freira (US$ 365 551 694)                                           |
| 34 | Madagascar - Madagascar - Madagascar 2 - Madagascar 3 - Penguins of Madagascar | 2 266 401.095            | DreamWorks Animation                          | 4                | 566 600 274               | Madagascar 3 (US$ 746 921 274)                                       |
| 35 | Star Trek - Star Trek: The Motion Picture - The Wrath of Khan - The Search for Spock - The Voyage Home - The Final Frontier - The Undiscovered Country - Generations - First Contact - Insurrection - Nemesis - Star Trek - Into Darkness - Beyond | 2 137 341 534            | Paramount Pictures                            | 13               | 164 410 887               | Star Trek Into Darkness (US$ 467 365 246)                            |
| 36 | O Exterminador do Futuro - O Exterminador do Futuro - Dia do Julgamento - A Rebelião das Máquinas - A Salvação - Gênesis - Destino Sombrio | 2 105 699 296            | Orion/TriStar/Warner Bros./Paramount          | 6                | 350 949 883               | O Exterminador do Futuro 2: O Julgamento Final (US$ 520 881 154)     |
| 37 | Como Treinar o Seu Dragão - How to Train Your Dragon - How to Train Your Dragon 2 - The Hidden World - How to Train Your Dragon (2025) | 2 090 748 841            | DreamWorks Animation                          | 4                | 547 368 231               | Como Treinar o Seu Dragão 2 (US$ 621 537 519)                        |
| 38 | Jumanji - Jumanji - Zathura: A Space Adventure - Bem Vindo à Selva - The Next Level | 2 090 503 696            | Columbia Pictures                             | 4                | 522 625 924               | Jumanji: Bem Vindo à Selva (US$ 962 542 945)                         |
| 39 | Alien - Alien - Aliens - Alien 3 - Alien Resurrection - Alien vs. Predator - Aliens vs. Predator: Requiem - Prometheus - Alien: Covenant - Alien: Romulus | 1 995 347 220            | 20th Century Fox                              | 9                | 207 064 677               | Prometheus (US$ 403 354 469)                                         |
| 40 | Finding Nemo - Finding Nemo - Finding Dory | 1 970 904 949            | Pixar Animation Studios                       | 2                | 985 452 474               | Finding Dory (US$ 1 029 266 989)                                     |
| 41 | Rocky - Rocky - Rocky II - Rocky III - Rocky IV - Rocky V - Rocky Balboa - Creed - Creed II - Creed III | 1 932 913 202            | MGM/United Artists                            | 9                | 214 768 133               | Rocky IV (US$ 300 473 716)                                           |
| 42 | Doraemon - Doraemon: Nobita's Dinosaur - Doraemon: The Records of Nobita, Spaceblazer - Doraemon e o Mundo Perdido - Doraemon: Nobita and the Castle of the Undersea Devil - Doraemon: Nobita no Makai Daibōken - Doraemon: Nobita's Little Star Wars - Doraemon: Nobita and the Steel Troops - Doraemon: Nobita and the Knights on Dinosaurs - Doraemon e a Viagem à China Antiga - Doraemon: Nobita and the Birth of Japan - Doraemon: Nobita and the Animal Planet - Doraemon: Nobita's Dorabian Nights - Doraemon: Nobita to Kumo no Ōkoku - Doraemon: Nobita and the Tin Labyrinth - Doraemon: Nobita's Three Visionary Swordsmen - Doraemon e o Expresso do Tempo - Doraemon e a Fábrica de Brinquedos - Doraemon e os Piratas dos Mares do Sul - Doraemon: Nobita's Great Adventure in the South Seas - Doraemon: Nobita no Uchū Hyōryūki - Doraemon: Nobita no Taiyô'ô densetsu - Doraemon: No Mágico Mundo das Aves - Doraemon: O Filme - Gladiador - Doraemon e os Deuses do Vento - Doraemon: Nobita in the Wan-Nyan Spacetime Odyssey - Doraemon: O Dinossauro de Nobita - Doraemon: Nobita's New Great Adventure into the Underworld - Eiga Doraemon Nobita to Midori no Kyojinden - Doraemon The Hero: Pioneiros do Espaço - Eiga Doraemon: Nobita no ningyo daikaisen - Eiga Doraemon Shin Nobita to tetsujin heidan: Habatake tenshitachi - Doraemon: Nobita and the Island of Miracles—Animal Adventure - Doraemon: Nobita's Secret Gadget Museum - Doraemon: New Nobita's Great Demon—Peko and the Exploration Party of Five - Doraemon: Nobita's Space Heroes - Doraemon: Nobita and the Birth of Japan 2016 - Doraemon: Nobita's Great Adventure in the Antarctic Kachi Kochi - Doraemon: Nobita's Treasure Island - Doraemon: Nobita's Chronicle of the Moon Exploration - Doraemon: Nobita's New Dinosaur - Doraemon: Nobita's Little Star Wars 2021 - Doraemon: Nobita's Sky Utopia - Doraemon: Nobita's Earth Symphony - Doraemon: Nobita's Art World Tales - Stand by Me Doraemon - Stand by Me Doraemon 2 | 1 924 397 867            | Toho                                          | 46               | 288 109 266               | Stand by Me Doraemon (US$183,442,714)                                |
| 43 | Men in Black - Men in Black - Men in Black II - Men in Black III - Men in Black: International | 1 912 443 304            | Columbia Pictures                             | 4                | 478 110 826               | Homens de Preto 3 (US$ 624 026 776)                                  |
| 44 | The Incredibles - The Incredibles - Incredibles 2 | 1 876 246 580            | Pixar Animation Studios                       | 2                | 938 123 290               | Incredibles 2 (US$ 1 244 639 527)                                    |
| 45 | Top Gun - Top Gun - Ases Indomáveis - Top Gun: Maverick | 1 846 020 999            | Paramount Pictures                            | 2                | 923 010 499               | Top Gun: Maverick (US$ 1 488 732 821)                                |
| 46 | A Múmia - A Múmia (1999) - The Mummy Returns - The Scorpion King - The Mummy: Tomb of the Dragon Emperor - A Múmia (2017) | 1 824 640 106            | Universal Pictures                            | 5                | 364 928 021               | The Mummy Returns (US$ 443 280 904)                                  |
| 47 | Matrix - Matrix - Reloaded - Revolutions - Resurrections | 1 792 393 027            | Warner Bros. Pictures                         | 4                | 438 622 285               | Matrix Reloaded (US$ 741 847 937)                                    |
| 48 | Carros & Aviões - Carros - Carros 2 - Carros 3 - Aviões - Planes: Fire & Rescue | 1 791 999 418            | Pixar Animation Studios/DisneyToon            | 5                | 358 399 884               | Carros 2 (US$ 559 852 396)                                           |
| 49 | Moana - Moana - Moana 2 | 1,699,586,254            | Walt Disney Pictures                          | 2                | 802 134 242               | Moana 2 (US$ 1,056,253,787)                                          |
| 50 | Bourne - The Bourne Identity - The Bourne Supremacy - The Bourne Ultimatum - The Bourne Legacy - Jason Bourne | 1 640 599 192            | Universal Pictures                            | 5                | 328 119 838               | The Bourne Ultimatum (US$ 444 100 035)                               |

### Subfranquias
| Sub-franquia | Bilheteria Mundial (US$) | Produtor e/ou distribuidor | Núm de Filmes | Filme de Maior Bilheteria                                         | Franquia                        |
| --- | ------------------------ | -------------------------- | ------------- | ----------------------------------------------------------------- | ------------------------------- |
| Harry Potter - Pedra Filosofal - Chamber of Secrets - Prisioneiro de Azkaban - Cálice de Fogo - Order of the Phoenix - Half-Blood Prince - Deathly Hallows – Part 1 - Deathly Hallows – Part 2 | 7 786 446 940            | Warner Bros.               | 8             | Harry Potter and the Deathly Hallows: Part 2 (US$ 1 342 321 665)  | Mundo Bruxo                     |
| Vingadores - Os Vingadores - Era de Ultron - Infinity War - Endgame | 7 767 486 137            | Marvel Studios             | 4             | Avengers: Endgame (US$ 2 797 501 328)                             | Universo Cinematográfico Marvel |
| O Senhor dos Anéis - The Fellowship of the Ring - As Duas Torres - The Return of the King | 2 991 216 079            | New Line Cinema            | 3             | The Lord of the Rings: The Return of the King (US$ 1 146 030 912) | Terra-Média                     |
| O Hobbit - O Hobbit: Uma Jornada Inesperada - O Hobbit: A Desolação de Smaug - O Hobbit: A Batalha dos Cinco Exércitos                                                                         | 2 938 193 946            | New Line Cinema            | 3             | O Hobbit: Uma Jornada Inesperada (US$ 1 017 003 568)              | Terra-Média                     |
| Deadpool - Deadpool - Deadpool 2 - Deadpool & Wolverine | 2 906 566 263            | 20th Century Fox           | 3             | Deadpool & Wolverine (US$ 1 337 870 481)                          | X-Men                           |
| Wolverine - X-Men Origens: Wolverine - The Wolverine - Logan - Deadpool & Wolverine | 2 744 970 045            | 20th Century Fox           | 4             | Deadpool & Wolverine (US$ 1 337 870 481)                          | X-Men                           |
| Thor - Thor - The Dark World - Ragnarok - Amor e Trovão | 2 708 803 227            | Marvel Studios             | 4             | Thor: Ragnarok (US$ 853 983 911)                                  | Universo Cinematográfico Marvel |
| Capitão América - O Primeiro Vingador - O Soldado Invernal - Guerra Civil - Admirável Mundo Novo                                                                                               | 2 586 466 523            | Marvel Studios             | 4             | Capitão América: Guerra Civil (US$ 1 153 337 496)                 | Universo Cinematográfico Marvel |
| Guardiões da Galáxia - Guardians of the Galaxy - Guardians of the Galaxy Vol. 2 - Guardians of the Galaxy Vol. 3                                                                               | 2,482,618,320            | Marvel Studios             | 3             | Guardiões da Galáxia Vol. 2 (US$ 863 756 051)                     | Universo Cinematográfico Marvel |
| Homem de Ferro - Homem de Ferro - Homem de Ferro 2 - Homem de Ferro 3 | 2 424 540 830            | Marvel Studios             | 3             | Homem de Ferro 3 (US$ 1 214 811 252)                              | Universo Cinematográfico Marvel |
| Pantera Negra - Black Panther - Wakanda Para Sempre | 2 150 745 929            | Marvel Studios             | 2             | Black Panther (US$ 1,347,280,838)                                 | Universo Cinematográfico Marvel |
| Universo Homem-Aranha da Sony - Venom - Venom: Let There Be Carnage - Venom: The Last Dance - Morbius - Madame Web - Kraven the Hunter                                                         | 2 171 793 215            | Columbia Pictures          | 6             | Venom (US$ 856 085 151)                                           | Homem-Aranha                    |
| Fantastic Beasts - Fantastic Beasts and Where to Find Them - Os Crimes de Grindelwald - Os Segredos de Dumbledore                                                                              | 1 874 055 743            | Warner Bros.               | 3             | Fantastic Beasts and Where to Find Them (US$ 814 038 508)         | Mundo Bruxo                     |
| Doutor Estranho - Doutor Estranho (filme) - Doutor Estranho no Multiverso da Loucura | 1 633 474 199            | Marvel Studios             | 2             | Doutor Estranho no Multiverso da Loucura (US$ 955 775 804)        | Universo Cinematográfico Marvel |
| Homem-Formiga - Homem-Formiga (filme) - Homem-Formiga e a Vespa - Homem-Formiga e a Vespa: Quantumania                                                                                         | 1,618,057,284            | Marvel Studios             | 3             | Homem-Formiga e a Vespa (US$ 622 674 139)                         | Universo Cinematográfico Marvel |
| Aquaman - Aquaman - O Reino Perdido | 1 586 409 619            | Warner Bros.               | 2             | Aquaman (US$ 1 148 528 393)                                       | Universo Estendido DC           |

## Filmes mais vistos no Brasil

### Espectadores
A cor de fundo       indica os filmes que estão em cartaz no momento.
| #  | Filme                                    | Ano  | Público       | Ref.                            |
| -- | ---------------------------------------- | ---- | ------------- | ------------------------------- |
| 1  | Divertida Mente 2                        | 2024 | 22 260 000    | [ 137 ]                         |
| 2  | Vingadores: Ultimato                     | 2019 | 19 686 119    | [ 138 ] [ 139 ]                 |
| 3  | Titanic                                  | 1997 | 19 229 552    | [ 140 ]                         |
| 4  | Homem-Aranha: Sem Volta para Casa        | 2021 | 17 680 000    | [ 141 ] [ 142 ] [ 143 ] [ 144 ] |
| 5  | O Rei Leão (2019)                        | 2019 | 16 267 649    | [ 145 ]                         |
| 6  | Vingadores: Guerra Infinita              | 2018 | 14 572 181    | [ 146 ]                         |
| 7  | Tubarão                                  | 1975 | 13 035 000    | [ 147 ]                         |
| 8  | Nada a Perder [a]                        | 2018 | 11 944 985    | [ 148 ]                         |
| 9  | Avatar: O Caminho da Água                | 2022 | 11 600 000    | [ 149 ]                         |
| 10 | Minha Mãe é Uma Peça 3                   | 2019 | 11 344 782    | [ 150 ]                         |
| 11 | Os Dez Mandamentos - O Filme[a]          | 2016 | 11 259 536    | [ 151 ]                         |
| 12 | Tropa de Elite 2                         | 2010 | 11 204 815    | [ 152 ]                         |
| 13 | Os Vingadores                            | 2012 | 10 968 065    | [ 153 ]                         |
| 14 | Barbie                                   | 2023 | 10 750 000    | [ 154 ]                         |
| 15 | Dona Flor e Seus Dois Maridos            | 1976 | 10 735 524    | [ 152 ]                         |
| 16 | Inferno na Torre                         | 1975 | 10 377 230    | [ 155 ]                         |
| 17 | Vingadores: Era de Ultron                | 2015 | 10 130 140    | [ 156 ]                         |
| 18 | Lilo & Stitch                            | 2025 | 10 090 000    | [ 157 ]                         |
| 19 | Ghost - Do Outro Lado da Vida            | 1990 | 10 035 256    | [ 155 ]                         |
| 20 | Velozes e Furiosos 7                     | 2015 | 9 857 968     | [ 156 ]                         |
| 21 | Os Incríveis 2                           | 2018 | 9 815 436     | [ 158 ]                         |
| 22 | Coringa                                  | 2019 | 9 761 768     | [ 156 ]                         |
| 23 | Capitão América: Guerra Civil            | 2016 | 9 617 668     | [ 156 ]                         |
| 24 | Avatar                                   | 2009 | 9 647 038 [b] | [ 159 ] [ 160 ]                 |
| 25 | A Saga Crepúsculo: Amanhecer - Parte 2   | 2012 | 9 596 296     | [ 161 ]                         |
| 26 | E.T. - O Extraterrestre                  | 1982 | 9 409 000     | [ 155 ]                         |
| 27 | Minha Mãe É Uma Peça 2                   | 2016 | 9 307 612     | [ 162 ]                         |
| 28 | A Era do Gelo 3                          | 2009 | 9 281 202     | [ 163 ]                         |
| 29 | Capitã Marvel                            | 2019 | 9 034 274     | [ 164 ]                         |
| 30 | Moana 2                                  | 2024 | 9 020 000     | [ 165 ]                         |
| 31 | Meu Malvado Favorito 3                   | 2017 | 8 997 736     | [ 156 ]                         |
| 32 | Minions                                  | 2015 | 8 919 421     | [ 156 ]                         |
| 33 | A Era do Gelo 4                          | 2012 | 8 663 671     | [ 166 ]                         |
| 34 | Liga da Justiça                          | 2017 | 8 632 507     | [ 167 ]                         |
| 35 | Batman vs Superman: A Origem da Justiça  | 2016 | 8 624 350     | [ 168 ]                         |
| 36 | Aquaman                                  | 2018 | 8 580 649     | [ 169 ]                         |
| 37 | Velozes e Furiosos 8                     | 2017 | 8 505 998     | [ 156 ]                         |
| 38 | Homem-Aranha                             | 2002 | 8 488 182     | [ 170 ]                         |
| 39 | Doutor Estranho no Multiverso da Loucura | 2022 | 8 400 000     | [ 171 ]                         |
| 40 | A Bela e a Fera                          | 2017 | 8 289 228     | [ 172 ]                         |
| 41 | Procurando Dory                          | 2016 | 8 197 900     | [ 173 ]                         |
| 42 | O Exorcista                              | 1974 | 8 110 000     | [ 155 ]                         |
| 43 | Toy Story 4                              | 2019 | 7 942 430     | [ 174 ]                         |
| 44 | Frozen II                                | 2020 | 7 909 864     | [ 175 ]                         |
| 45 | Esquadrão Suicida                        | 2016 | 7 883 600     | [ 176 ]                         |
| 46 | Meu Malvado Favorito 4                   | 2024 | 7 809 621     | [ 177 ]                         |
| 47 | Homem-Aranha 2                           | 2004 | 7 737 714     | [ 178 ]                         |
| 48 | Homem de Ferro 3                         | 2013 | 7 633 751     | [ 179 ]                         |
| 49 | Pantera Negra                            | 2018 | 7 471 136     | [ 180 ]                         |
| 50 | Shrek para Sempre                        | 2010 | 7 368 374     | [ 159 ]                         |

### Bilheteria
A lista seguinte apresenta os números de faturamento, porém só estão presentes os filmes depois de 2004, quando tais números começaram a ser amplamente divulgados junto dos de público. A cor de fundo       indica os filmes que estão em cartaz no momento.
| #  | Filme                                    | Ano  | Bilheteria (R$) | Ref.                    |
| -- | ---------------------------------------- | ---- | --------------- | ----------------------- |
| 1  | Divertida Mente 2                        | 2024 | 442 000 000     | [ 182 ]                 |
| 2  | Vingadores: Ultimato                     | 2019 | 338 624 955     | [ 183 ]                 |
| 3  | Homem-Aranha: Sem Volta para Casa        | 2021 | 307 386 966     | [ 156 ]                 |
| 4  | O Rei Leão                               | 2019 | 263 950 236     | [ 156 ]                 |
| 5  | Avatar: O Caminho da Água                | 2022 | 240 379 804     | [ 184 ] [ 185 ] [ 186 ] |
| 6  | Vingadores: Guerra Infinita              | 2018 | 238 029 913     | [ 183 ] [ 184 ]         |
| 7  | Lilo & Stitch                            | 2025 | 209 670 000     | [ 157 ]                 |
| 6  | Barbie                                   | 2023 | 207 355 246     | [ 184 ] [ 186 ]         |
| 9  | Moana 2                                  | 2024 | 177 130 000     | [ 187 ]                 |
| 10 | Minha Mãe É uma Peça 3                   | 2019 | 169 898 631     | [ 156 ]                 |
| 11 | Doutor Estranho no Multiverso da Loucura | 2022 | 167 507 986     | [ 156 ]                 |
| 12 | Coringa                                  | 2019 | 157 126 965     | [ 156 ]                 |
| 13 | Deadpool & Wolverine                     | 2024 | 156 920 000     | [ 188 ]                 |
| 14 | Meu Malvado Favorito 4                   | 2024 | 151 700 000     | [ 189 ]                 |
| 15 | Capitã Marvel                            | 2019 | 146 783 970     | [ 156 ]                 |
| 16 | Vingadores: Era de Ultron                | 2015 | 146 203 313     | [ 156 ]                 |
| 17 | Os Incríveis 2                           | 2018 | 145 012 895     | [ 156 ]                 |
| 18 | Capitão América: Guerra Civil            | 2016 | 143 337 776     | [ 156 ]                 |
| 19 | Velozes e Furiosos 7                     | 2015 | 142 466 037     | [ 156 ]                 |
| 20 | Aquaman                                  | 2018 | 139 192 780     | [ 156 ]                 |
| 21 | Liga da Justiça                          | 2017 | 136 039 247     | [ 190 ]                 |
| 22 | Velozes e Furiosos 10                    | 2023 | 133 934 494     | [ 186 ]                 |
| 23 | Velozes e Furiosos 8                     | 2017 | 133 438 913     | [ 191 ]                 |
| 24 | Super Mario Bros.: O Filme               | 2023 | 133 245 440     | [ 186 ]                 |
| 25 | Batman vs Superman: A Origem da Justiça  | 2016 | 132 443 918     | [ 156 ]                 |
| 26 | A Bela e a Fera (2017)                   | 2017 | 130 086 233     | [ 190 ]                 |
| 27 | Os Vingadores                            | 2012 | 129 595 590     | [ 190 ]                 |
| 28 | Meu Malvado Favorito 3                   | 2017 | 126 016 867     | [ 156 ]                 |
| 29 | Minha Mãe É Uma Peça 2                   | 2016 | 124 687 722     | [ 156 ]                 |
| 30 | Toy Story 4                              | 2019 | 124 444 046     | [ 192 ]                 |
| 31 | Thor: Amor e Trovão                      | 2022 | 123 255 058     | [ 156 ]                 |
| 32 | Frozen II                                | 2020 | 122 114 844     | [ 193 ]                 |
| 33 | Mufasa: O Rei Leão                       | 2024 | 121 900 000     | [ 194 ]                 |
| 34 | Minions 2: A Origem de Gru               | 2022 | 121 474 449     | [ 156 ]                 |
| 35 | Pantera Negra                            | 2018 | 120 998 283     | [ 190 ]                 |
| 36 | Nada a Perder                            | 2018 | 120 992 794     | [ 156 ]                 |
| 37 | Minions                                  | 2015 | 120 059 271     | [ 156 ]                 |
| 38 | Esquadrão Suicida                        | 2016 | 118 083 705     | [ 195 ]                 |
| 39 | Ainda Estou Aqui                         | 2024 | 117 630 000     | [ 187 ]                 |
| 40 | Os Dez Mandamentos - O Filme             | 2016 | 116 833 027     | [ 156 ]                 |
| 41 | Batman                                   | 2022 | 114 068 386     | [ 156 ]                 |
| 42 | Procurando Dory                          | 2016 | 113 499 127     | [ 195 ]                 |
| 43 | Pantera Negra: Wakanda Para Sempre       | 2022 | 113 105 952     | [ 184 ] [ 196 ]         |
| 44 | Um Filme Minecraft                       | 2025 | 110 590 000     | [ 197 ]                 |
| 44 | Star Wars: O Despertar da Força          | 2015 | 110 610 409     | [ 198 ]                 |
| 45 | Top Gun: Maverick                        | 2022 | 110 407 288     | [ 156 ] [ 184 ]         |
| 46 | Mulher-Maravilha                         | 2017 | 109 894 366     | [ 195 ]                 |
| 47 | Homem-Aranha: Longe de Casa              | 2019 | 106 552 456     | [ 192 ]                 |
| 48 | Como Treinar o Seu Dragão                | 2025 | 106 200 000     | [ 157 ]                 |
| 49 | Tropa de Elite 2                         | 2010 | 103 461 154     | [ 195 ]                 |
| 50 | Homem-Aranha: De Volta ao Lar            | 2017 | 102 726 271     | [ 195 ]                 |

### Filmes brasileiros
| #  | Filme                                     | Ano  | Público    | Ref.    |
| -- | ----------------------------------------- | ---- | ---------- | ------- |
| 1  | Nada a Perder[a]                          | 2018 | 11 944 985 | [ 148 ] |
| 2  | Minha Mãe é Uma Peça 3                    | 2019 | 11 344 782 | [ 150 ] |
| 3  | Os Dez Mandamentos - O Filme[a]           | 2016 | 11 259 536 | [ 151 ] |
| 4  | Tropa de Elite 2: O Inimigo Agora é Outro | 2010 | 11 204 815 | [ 152 ] |
| 5  | Dona Flor e Seus Dois Maridos             | 1976 | 10 735 524 | [ 152 ] |
| 6  | Minha Mãe É Uma Peça 2                    | 2016 | 9 307 612  | [ 162 ] |
| 7  | A Dama do Lotação                         | 1978 | 6 509 134  | [ 152 ] |
| 8  | Se Eu Fosse Você 2                        | 2009 | 6 112 851  | [ 152 ] |
| 9  | Ainda Estou Aqui                          | 2024 | 5 810 000  | [ 187 ] |
| 10 | O Trapalhão nas Minas do Rei Salomão      | 1977 | 5 786 226  | [ 152 ] |
| 11 | Lúcio Flávio, o Passageiro da Agonia      | 1977 | 5 401 325  | [ 152 ] |
| 12 | 2 Filhos de Francisco                     | 2005 | 5 319 677  | [ 152 ] |
| 13 | Os Saltimbancos Trapalhões                | 1981 | 5 218 574  | [ 152 ] |
| 14 | Minha Vida em Marte                       | 2018 | 5 153 340  | [ 199 ] |
| 15 | Os Trapalhões na Guerra dos Planetas      | 1978 | 5 089 970  | [ 152 ] |
| 16 | Os Trapalhões na Serra Pelada             | 1982 | 5 043 350  | [ 152 ] |
| 17 | O Cinderelo Trapalhão                     | 1979 | 5 028 893  | [ 152 ] |
| 18 | De Pernas pro Ar 2                        | 2012 | 4 866 803  | [ 200 ] |
| 19 | O Casamento dos Trapalhões                | 1988 | 4 779 027  | [ 152 ] |
| 20 | Coisas Eróticas                           | 1982 | 4 729 484  | [ 152 ] |
| 21 | Carandiru                                 | 2003 | 4 693 853  | [ 152 ] |
| 22 | Os Vagabundos Trapalhões                  | 1982 | 4 631 914  | [ 152 ] |
| 23 | Minha Mãe É Uma Peça - O Filme            | 2013 | 4 582 788  | [ 201 ] |
| 24 | O Trapalhão no Planalto dos Macacos       | 1976 | 4 565 267  | [ 152 ] |
| 25 | Simbad, o Marujo Trapalhão                | 1976 | 4 406 200  | [ 152 ] |
| 26 | O Auto da Compadecida 2                   | 2024 | 4 280 000  | [ 194 ] |
| 27 | O Rei e os Trapalhões                     | 1979 | 4 240 757  | [ 152 ] |
| 28 | Os Três Mosqueteiros Trapalhões           | 1980 | 4 221 062  | [ 152 ] |
| 29 | O Incrível Monstro Trapalhão              | 1980 | 4 212 244  | [ 152 ] |
| 30 | Lua de Cristal                            | 1990 | 4 178 165  | [ 152 ] |
| 31 | Nosso Lar                                 | 2010 | 4 060 304  | [ 152 ] |
| 32 | A Princesa Xuxa e os Trapalhões           | 1989 | 4 018 764  | [ 152 ] |
| 33 | Até que a Sorte nos Separe 2              | 2013 | 3 933 448  | [ 202 ] |
| 34 | O Cangaceiro Trapalhão                    | 1983 | 3 831 443  | [ 152 ] |
| 35 | Loucas Pra Casar                          | 2015 | 3 770 455  | [ 203 ] |
| 36 | Se Eu Fosse Você                          | 2006 | 3 644 956  | [ 152 ] |
| 37 | Os Trapalhões e o Rei do Futebol          | 1986 | 3 616 696  | [ 152 ] |
| 38 | De Pernas pro Ar                          | 2011 | 3 563 723  | [ 152 ] |
| 39 | O Jeca Macumbeiro                         | 1975 | 3 468 728  | [ 152 ] |
| 40 | Eu Te Amo                                 | 1981 | 3 457 154  | [ 152 ] |
| 41 | Até que a Sorte nos Separe                | 2012 | 3 432 161  | [ 204 ] |
| 42 | Jeca Contra o Capeta                      | 1976 | 3 428 860  | [ 152 ] |
| 43 | Chico Xavier                              | 2010 | 3 412 969  | [ 152 ] |
| 44 | O Trapalhão na Ilha do Tesouro            | 1975 | 3 375 090  | [ 152 ] |
| 45 | Cidade de Deus                            | 2002 | 3 370 871  | [ 152 ] |
| 46 | Até que a Sorte nos Separe 3              | 2015 | 3 320 911  | [ 205 ] |
| 47 | Jecão, um Fofoqueiro no Céu               | 1977 | 3 306 926  | [ 152 ] |
| 48 | Vai Que Cola - O Filme                    | 2015 | 3 266 780  | [ 206 ] |
| 49 | Os Trapalhões na Terra dos Monstros       | 1989 | 3 200 000  | [ 152 ] |
| 50 | Xica da Silva                             | 1976 | 3 183 482  | [ 152 ] |

Notas
- ↑[a]  Nada a Perder e Os Dez Mandamentos, ambos produzidos por uma subsidiária da Igreja Universal do Reino de Deus, tiveram relatos de salas vazias com todos os ingressos vendidos, indicando uma discrepância entre o número relatado de espectadores e o público real.[207][208]
- ↑[b]  Exibição original: 9,281,628. Relançamento de 2022: 365.410.

## Filmes mais vistos em Portugal
As bilheteiras em Portugal não tem tantos dados antes de 2002, quando o Instituto do Cinema Audiovisual e Multimédia (ICAM), atualmente conhecido por Instituto do Cinema e Audiovisual, instituiu um ranking semanal dos cinemas disponível em linha para o público. Do mesmo modo, só em 2004 passou-se uma lei exigindo ao comunicação ao ICA dos resultados das estreias por parte dos promotores de espetáculos. Os dados a seguir são desde 2004, listados pelo público e faturamento em euro.

### Geral
A cor de fundo       indica os filmes que ainda estão em cartaz.
| Posição | Título                                       | Ano  | Receita bruta  | Espetadores |
| ------- | -------------------------------------------- | ---- | -------------- | ----------- |
| 1       | Divertida-Mente 2                            | 2024 | € 7 965 128,87 | 1 322 684   |
| 2       | O Rei Leão (2019)                            | 2019 | € 6 988 555,08 | 1 281 657   |
| 3       | Avatar                                       | 2009 | € 7 074 228,30 | 1 226 673   |
| 4       | Avatar: O Caminho da Água                    | 2022 | € 7 686 010,43 | 1 062 635   |
| 5       | Minions                                      | 2015 | € 4 732 266,33 | 939 693     |
| 6       | Joker                                        | 2019 | € 5 067 595,46 | 915 593     |
| 7       | Barbie                                       | 2023 | € 5 249 792,37 | 891 396     |
| 8       | Mamma Mia!                                   | 2008 | € 3 764 144,13 | 851 681     |
| 9       | Velocidade Furiosa 7                         | 2015 | € 4 424 341,34 | 832 947     |
| 10      | Shrek: O Terceiro                            | 2007 | € 3 473 241,97 | 824 646     |
| 11      | Madagáscar 2                                 | 2008 | € 3 528 119,00 | 813 802     |
| 12      | Velocidade Furiosa 8                         | 2017 | € 4 306 481,90 | 788 434     |
| 13      | Shrek 2                                      | 2004 | € 3 157 434,68 | 771 963     |
| 14      | A Gaiola Dourada                             | 2013 | € 3 892 220,88 | 761 113     |
| 15      | O Código Da Vinci                            | 2006 | € 3 299 852,62 | 757 019     |
| 16      | Shrek para Sempre                            | 2010 | € 4 610 747,88 | 747 504     |
| 17      | A Paixão de Cristo                           | 2004 | € 3 010 433,95 | 721 736     |
| 18      | Top Gun: Maverick                            | 2022 | € 4 491 094,81 | 715 539     |
| 19      | Madagáscar                                   | 2005 | € 2 855 229,06 | 692 848     |
| 20      | Velocidade Furiosa X                         | 2023 | € 4 286 425,27 | 692 515     |
| 21      | Vingadores: Endgame                          | 2019 | € 3 886 801,24 | 670 586     |
| 22      | Frozen II - O Reino do Gelo                  | 2019 | € 3 408 543,07 | 670 021     |
| 23      | Ratatui                                      | 2007 | € 2 802 982,18 | 669 292     |
| 24      | A Idade do Gelo 3: Despertar dos Dinossauros | 2009 | € 3 769 842,78 | 668 797     |
| 25      | Homem-Aranha: Sem Volta a Casa               | 2021 | € 3 856 224,18 | 646 234     |

### Filmes portugueses
A partir de 2004:
| Posição | Título                                      | Ano  | Receita bruta  | Espetadores |
| ------- | ------------------------------------------- | ---- | -------------- | ----------- |
| 1       | O Pátio das Cantigas                        | 2015 | € 3 100 084,97 | 608 322     |
| 2       | O Crime do Padre Amaro                      | 2005 | € 1 643 842,88 | 380 671     |
| 3       | Curral de Moinas - Os Banqueiros do Povo    | 2022 | € 1 783 759,34 | 316 139     |
| 4       | 7 Pecados Rurais                            | 2013 | € 1 676 689,20 | 324 113     |
| 5       | Filme da Treta                              | 2006 | € 1 092 404,73 | 278 956     |
| 6       | Variações                                   | 2019 | € 1 490 301,24 | 278 739     |
| 7       | Balas & Bolinhos - O Último Capítulo        | 2012 | € 1 298 127,98 | 256 179     |
| 8       | Balas & Bolinhos - Só Mais uma Coisa        | 2024 | € 1 569 235,18 | 248 754     |
| 9       | Morangos com Açúcar - O Filme               | 2012 | € 1 233 020,50 | 238 323     |
| 10      | Call Girl                                   | 2007 | € 1 034 687,00 | 232 581     |
| 11      | Corrupção                                   | 2007 | € 1 010 974,84 | 230 741     |
| 12      | Amália - O Filme                            | 2008 | € 929 680,74   | 214 614     |
| 13      | O Leão da Estrela                           | 2015 | € 1 014 698,24 | 198 908     |
| 14      | A Canção de Lisboa                          | 2016 | € 945 677,70   | 188 013     |
| 15      | Uma Aventura na Casa Assombrada             | 2009 | € 558 477,96   | 124 938     |
| 16      | Os Maias                                    | 2014 | € 599 241,29   | 122 566     |
| 17      | Pôr do Sol: O Mistério do Colar de São Cajó | 2023 | € 693 291,63   | 118 671     |
| 18      | Virados do Avesso                           | 2014 | € 580 017,25   | 113 188     |
| 19      | Podia Ter Esperado por Agosto               | 2024 | € 632 768,97   | 102 968     |
| 20      | A Bela e o Paparazzo                        | 2010 | € 435 415,19   | 99 117      |

Antes de 2004:
| Posição | Título                        | Ano  | Espetadores |
| ------- | ----------------------------- | ---- | ----------- |
| 1       | Tentação                      | 1997 | 361 312     |
| 2       | O Lugar do Morto              | 1984 | 271 845     |
| 3       | Adão e Eva                    | 1995 | 254 925     |
| 4       | Zona J                        | 1998 | 246 073     |
| 5       | Jaime                         | 1999 | 220 925     |
| 6       | Pesadelo Cor-de-Rosa          | 1998 | 185 472     |
| 7       | A Vida É Bela?!               | 1982 | 140 074     |
| 8       | Kilas, o Mau da Fita          | 1981 | 121 269     |
| 9       | Capitães de Abril             | 2000 | 110 337     |
| 10      | Adeus, Pai                    | 1996 | 100 461     |
| 11      | Os Abismos da Meia-Noite      | 1984 | 100 408     |
| 12      | Sem Sombra de Pecado          | 1983 | 92 080      |
| 13      | Oxalá                         | 1981 | 89 484      |
| 14      | O Querido Lilás               | 1987 | 86 742      |
| 15      | Inferno                       | 1999 | 84 792      |
| 16      | A Balada da Praia dos Cães    | 1987 | 81 995      |
| 17      | Francisca                     | 1981 | 76 132      |
| 18      | A Selva                       | 2002 | 75 562      |
| 19      | Non, ou a Vã Glória de Mandar | 1990 | 69 000      |
| 20      | Crónica dos Bons Malandros    | 1984 | 67 760      |